# 의령군·함안군·합천군 (2004년 선거구)
의령군·함안군·합천군은 대한민국의 옛 국회의원 선거구이다. 당시 경상남도 의령군, 함안군, 합천군 지역을 관할했다.

## 역사
재17대 국회의원 선거를 앞두고 실시된 선거구 개편 과정에서 의령군, 함안군, 합천군이 하나의 선거구를 이루게 됨에 따라 신설되었다.
제20대 국회의원 선거를 앞두고 의령군, 함안군은 밀양시·창녕군 선거구에 편입되어 밀양시·의령군·함안군·창녕군 선거구를 이루게 되고 합천군은 산청군·함양군·거창군 선거구에 편입되어 산청군·함양군·거창군·합천군 선거구를 이루게 됨에 따라 폐지되었다.

## 역대 국회의원
| 선거   | 정당 | 정당     | 의원   |
| ------ | ---- | -------- | ------ |
| 2004년 |      | 한나라당 | 김영덕 |
| 2008년 |      | 한나라당 | 조진래 |
| 2012년 |      | 새누리당 | 조현룡 |

## 역대 선거 결과

### 대한민국 제17대 국회의원 선거
|  | 53.07% |

|  | 40.80% |

|  | 2.76% |

|  | 2.10% |

|  | 1.25% |

### 대한민국 제18대 국회의원 선거
|  | 49.47% |

|  | 18.60% |

|  | 11.23% |

|  | 10.73% |

|  | 6.73% |

|  | 3.20% |

### 대한민국 제19대 국회의원 선거
|  | 54.48% |

|  | 23.05% |

|  | 22.46% |